# Ben DiNucci
Benjamin Anthony DiNucci (Atlanta, Georgia, 24 de noviembre de 1996) más conocido como Ben DiNucci, es un jugador profesional estadounidense de fútbol americano que se desempeña en la posición de quarterback en Denver Broncos, equipo de la National Football League (NFL).

## Carrera
Fue seleccionado en la séptima ronda en la Reunión Anual de Selección de Jugadores de la NFL de 2020. Hizo su debut profesional con el equipo Dallas Cowboys, en el cual jugó tres temporadas (2020-2023), luego pasó a Denver Broncos, donde lleva jugando una temporada.